# Gommage
 (mars 2018).
Si vous disposez d'ouvrages ou d'articles de référence ou si vous connaissez des sites web de qualité traitant du thème abordé ici, merci de compléter l'article en donnant les références utiles à sa vérifiabilité et en les liant à la section « Notes et références ».

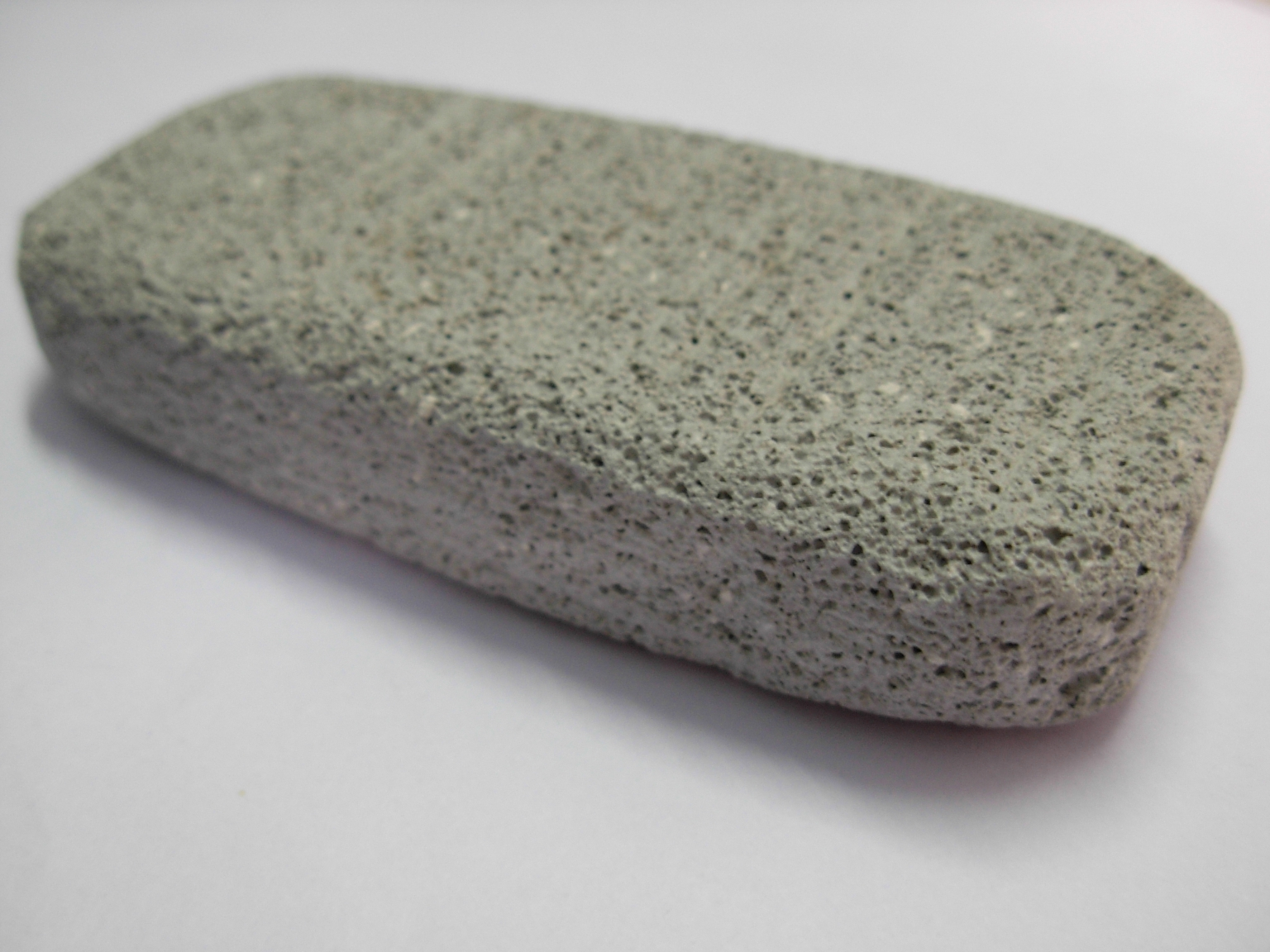
Ponce.

Un gommage, ou exfoliant (du latin : exfoliare, signifiant « effeuiller »), est un produit cosmétique qui sert à éliminer les cellules mortes de l'épiderme.

## Composition
Un gommage est composé d'une base qui peut être une crème hydratante et d'ingrédients exfoliants. L'exfoliation peut être chimique ou mécanique.
- L'exfoliation mécanique :

Les ingrédients exfoliants sont des petits grains abrasifs. Ils agissent par frottement sur la peau qui est polie. Les grains peuvent être par exemple du sel, du bicarbonate de sodium, ou pour le cas d'un savon pour les mains, des noyaux d'olives broyés.
- L'exfoliation chimique :

Les ingrédients exfoliants sont des molécules qui ont une action chimique. Ce sont par exemple les acides de fruit.

## Utilisation
Un produit gommant s'applique sur une peau propre. On masse la peau puis on rince le produit.
Un gommage peut être irritant pour la peau.